# Marquette-lez-Lille

Marquette-lez-Lille este o comună în departamentul Nord, Franța. În 1 ianuarie 2022 avea o populație de 11.709 de locuitori.

## Personalități născute aici
- Isabelle Aubret (n. 1938), cântăreață.